# Бойково
Бо́йково (болг. Бойково) — село в Пловдивській області Болгарії. Входить до складу общини Родопи.

## Населення
За даними перепису населення 2011 року у селі проживали 100 осіб, усі — болгари.
Розподіл населення за віком у 2011 році:
Динаміка населення: